# Фішерталь
Фішерталь (нім. Fieschertal) — громада  в Швейцарії в кантоні Вале, округ Гомс.

## Географія
Громада розташована на відстані близько 80 км на південний схід від Берна, 65 км на схід від Сьйона.
Фішерталь має площу 172,9 км², з яких на 0,1% дозволяється будівництво (житлове та будівництво доріг), 2,4% використовуються в сільськогосподарських цілях, 2,5% зайнято лісами, 95% не є продуктивними (річки, льодовики або гори).

## Демографія
2019 року в громаді мешкало 320 осіб (+2,2% порівняно з 2010 роком), іноземців було 9,7%. Густота населення становила 2 осіб/км².
За віковим діапазоном населення розподілялося таким чином: 21,3% — особи молодші 20 років, 60% — особи у віці 20—64 років, 18,8% — особи у віці 65 років та старші. Було 131 помешкань (у середньому 2,4 особи в помешканні).
Із загальної кількості 246 працюючих 30 було зайнятих в первинному секторі, 40 — в обробній промисловості, 176 — в галузі послуг.